# Elaeagnus formosensis
Elaeagnus formosensis — вид квіткових рослин з родини маслинкових (Elaeagnaceae). Ендемік південного Тайваню.

## Середовище
Зростає дуже рідко, у заростях; на висотах 100–1000 метрів.

## Біоморфологічна характеристика
Це плетистий кущ. Молоді гілки та бруньки сріблясто-коричнево лускаті. Ніжка листка 8–12 мм; листкова пластинка зверху зелена, знизу лише трохи блідіша, від широко еліптичної до округлої, 4–8 × 2.5–6 см, знизу ± гола, середня жилка плоска, бічні жилки 6 або 7 з кожного боку середньої жилки, верхівка тупа до округлої. Квіти жовті, поодинокі, рідко парні, іноді дещо скупчені на коротких, бічних, квітконосних пагонах. Квітконіжка приблизно такої ж довжини, як і чашечка. Трубка чашечки 7–8 мм; частки трикутно-яйцеподібні, 4–6 мм. Кістянка блідо-червона, від широкоеліпсоїдної до еліпсоїдної, 1.8–2 см. Насіння 1.6–1.8 см.